# ریچارد پورتا
ریچارد پورتا (انگلیسی: Richard Porta؛ زادهٔ ۱ اوت ۱۹۸۳) بازیکن فوتبال اهل اروگوئه است.
از باشگاه‌هایی که در آن بازی کرده‌است می‌توان به باشگاه فوتبال روبور سیه‌نا، باشگاه فوتبال ناسیونال اروگوئه، باشگاه فوتبال الوصل امارات، باشگاه فرهنگی ورزشی دبی، باشگاه فوتبال سرو، و باشگاه فوتبال بلننسس اشاره کرد.
وی همچنین در تیم‌های ملی فوتبال تیم ملی فوتبال زیر ۱۷ سال استرالیا و تیم ملی فوتبال زیر ۲۰ سال اروگوئه بازی کرده‌است.